# Tofigh Jahanbakht
Tofigh Jahanbakht (persa: جهانبخت توفیق)  (Sarab, 9 de febrer de 1931 - Londres, 28 d'abril de 1970) fou un lluitador iranià, especialista en lluita lliure, que va competir durant la dècada de 1950. Morí jove, als 39 anys, d'una malaltia hepàtica hereditària, que també va provocar la mort de la seva mare i el seu germà.
El 1952 va prendre part en els Jocs Olímpics d'Estiu de Hèlsinki, on guanyà la medalla de bronze en la competició del pes lleuger del programa de lluita lliure. En el seu palmarès també destaca una medalla d'or al Campionat del món de lluita de 1952 i una de plata a la Copa del món de lluita i als Jocs Asiàtics.